# Ebony Eyes
Ebony Eyes is een nummer geschreven door de Amerikaanse zanger John D. Loudermilk, en opgenomen door het Amerikaanse muziekduo The Everly Brothers. Het werd in 1961 op single uitgebracht.
Het nummer vertelt het tragische verhaal van een jonge man, die zijn geliefde verliest bij een vliegtuigongeluk in donkere, stormachtige weersomstandigheden. De omstandigheden doen de man denken aan de "ebbenhouten ogen" van zijn geliefde. Het nummer bereikte de 8e positie in de Amerikaanse Billboard Hot 100 en de nummer 1-positie in het Verenigd Koninkrijk, ondanks dat de BBC het nummer in de ban deed omdat de tekst "te verontrustend" zou zijn voor op de radio. Op het Europese vasteland werd de plaat alleen in Nederland een hit, het bereikte de 3e positie in de voorloper van de Nederlandse Top 40.

## NPO Radio 2 Top 2000
| Nummer met noteringen in de NPO Radio 2 Top 2000 | '99 | '00 | '01  | '02  | '03  | '04  | '05  | '06  | '07  | '08  |
| ------------------------------------------------ | --- | --- | ---- | ---- | ---- | ---- | ---- | ---- | ---- | ---- |
| Ebony Eyes                                       | 848 | 912 | 1406 | 1484 | 1216 | 1442 | 1394 | 1218 | 1311 | 1295 |

1. ↑  Een vetgedrukt getal geeft de hoogste notering aan.
2. ↑  Deze tabel is bijgewerkt tot en met de laatste editie (2024).